# Ceratostylis calceiformis
Ceratostylis calceiformis är en orkidéart som beskrevs av Richard Sanders Rogers. Ceratostylis calceiformis ingår i släktet Ceratostylis och familjen orkidéer. Inga underarter finns listade i Catalogue of Life.